# Johann von Mayr
Johann von Mayr (* 1. Mai 1716 in Wien; † 5. Januar 1759 in Plauen) (auch: Mayer,  Mayr, Meyr) war Chef eines preußischen Freibataillons („F 2“), das während des Siebenjährigen Krieges in den Jahren 1756 bis 1759 an der südlichen Front des preußischen Heeres im Einsatz war.

## Leben
Johann von Mayr war der Sohn des Grafen Stella. Seine Mutter heiratete dann einen Billardwirt namens Mayr. Dort wuchs auch er auf, später wurde er aber von Jesuiten erzogen. 1732 fiel sein Violinspiel dem Kommandanten von Temesvar auf, dem General von Engelhofen, und so wurde er Hauptboist in Infanterieregiment Lothringen. Er kämpfte in den Türkenkriegen von 1736 bis 1739. Im April 1741 kämpfte er in der Schlacht bei Mollwitz. Am 26. November 1741 ging er vor Prag als Feldwebel in französische Gefangenschaft. Nach seiner Entlassung war er Offizier in bayerischen und sächsischen Diensten. 1745 kämpfte er in der Schlacht bei Kesselsdorf als Dragonerlieutenant. Von 1746 bis 1748 kämpfte er unter General Batthyány in den Niederlanden. Nach einem Duell musste er ausscheiden und ging zunächst in russische dann preußische Dienste.
Obristleutnant von Mayr errichtete 1756 in Freiberg in Sachsen das  Hauptquartier seines Freibataillons. Das Bataillon wurde zum Teil aus sächsischen Arbeitslosen errichtet. Von Mayr ließ am 28. Oktober 1756 in Freiberg Wohnhäuser nach sächsischen Deserteuren durchsuchen.

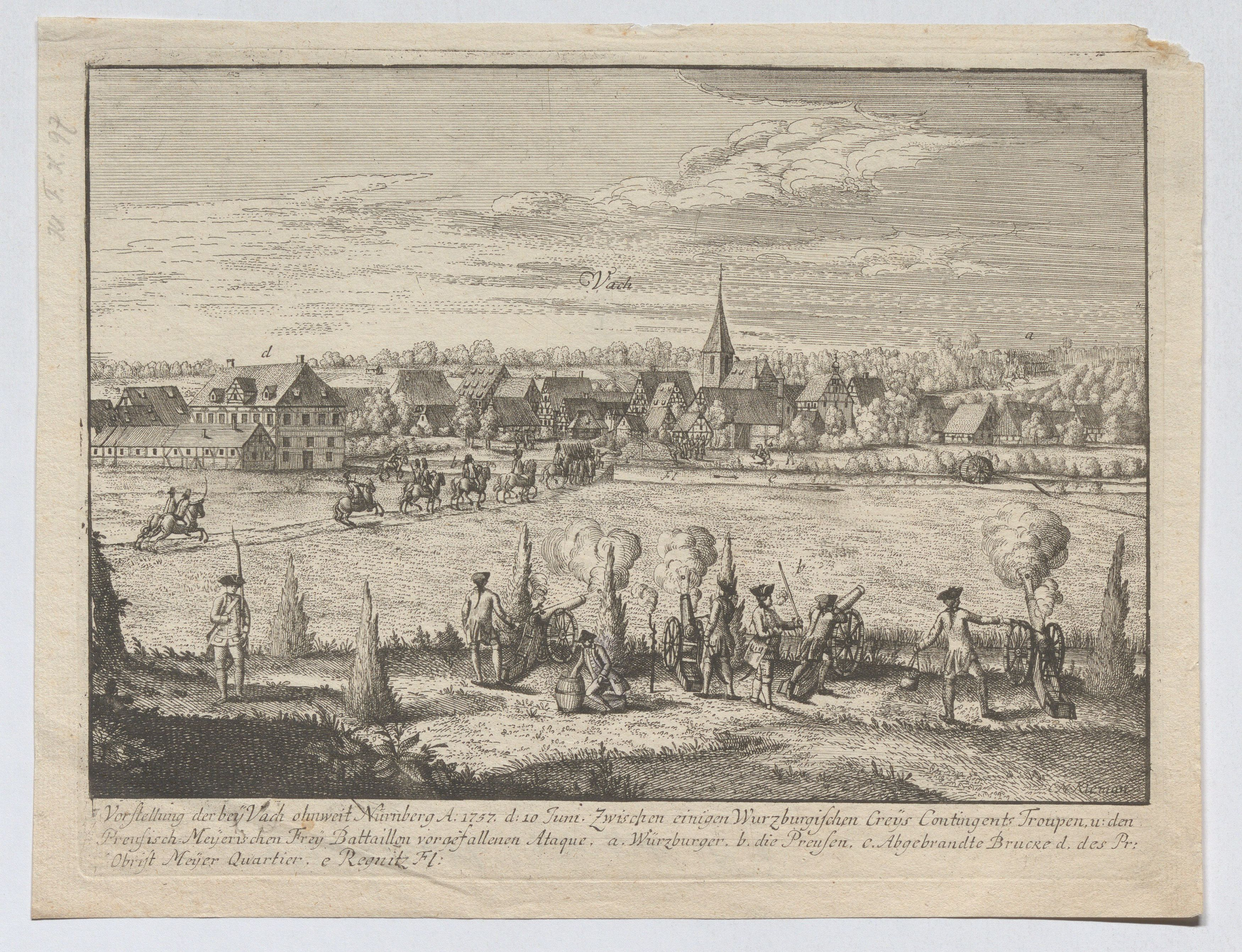
Gefecht bei Fürth zwischen Würzburger Reichstruppen und dem Freikorps Mayr

Bekannt wurde von Mayr vor allem durch seinen Vorstoß aus dem preußisch besetzten Sachsen nach Franken im Mai/Juni 1757. Er verfügte dabei zwar lediglich über 1500 Mann Fußvolk, 300 Husaren und 5 Kanonen, sorgte aber dadurch für einige Verunsicherung, da er erklären ließ, er führe lediglich die Vorhut einer größeren Armee an. Der Weg der Truppe führte über Pilsen, Vilseck, Nürnberg (das aber kaisertreu blieb) zum bambergischen Fürth, das geplündert wurde, und weiter Richtung Fränkische Schweiz. Ein weiterer Vorstoß nach Franken erfolgte dann 1758, wobei Mayr die Stadt Bamberg zur Kapitulation zwang. Der spätere Generalinspekteur der amerikanischen Kontinentalarmee Steuben diente dabei als Adjutant Mayrs, und der spätere preußische Generalfeldmarschall Courbière war als junger Hauptmann Kompaniechef im Freibataillon. Das Bataillon konnte sich in der Schlacht bei Roßbach auszeichnen.
Im Frühjahr 1758 machte er einen erfolgreichen Vorstoß, wobei er das Magazin von Hof verbrannte und ein Waffenlager in Suhl plünderte.
Während des Sommers und Herbstes 1758 war von Mayr in Sachsen mit mehreren besonders gefahrvollen Aufträgen betraut. Im November hatte er sich bei der Verteidigung der Stadt Dresden gegen Graf Daun durch besondere Tapferkeit ausgezeichnet. Inzwischen preußischer Generalmajor,  starb er 1759 in Plauen an einem Brustfieber und wurde in der Lutherkirche des Ortes beigesetzt. Sein Freibataillon wurde zum Freibataillon Collignon.